# Nikolai Iefímov
Nikolai Iefímov (rus: Николай Владимирович Ефимов)  (Orenburg, 31 de maig de 1910 - Moscou, 14 d'agost de 1982) va ser un matemàtic soviètic.
Iefímov va néixer a la ciutat d'Orenburg. Va estudiar matemàtiques i física a la universitat de Rostov del Don entre 1928 i 1931, coincidint amb Boris Levin amb qui va establir una forta amistat. De 1931 fins a 1934 va ampliar estudis a la universitat Estatal de Moscou i, a continuació, va ser nomenat professor de la universitat de Vorónej, on va ser cap de la divisió de geometria fins a la invasió alemanya durant la Segona Guerra Mundial (1941), quan la universitat va ser traslladada a Taixkent i ell va dirigir el departament de mecànica teòrica de l'Institut d'Aviació. El 1943 va retornar a Moscou per a fer-se càrrec del departament de matemàtiques de l'Escola Forestal Estatal. A Moscou també va estar relacionat amb la universitat, on va ser professor a temps parcial fins que va deixar el seu càrrec a l'Escola Forestal el 1957. A partir d'aquesta data va treballar a la universitat, en la qual va arribar a ser degà de la Facultat de Ciències des de 1962 fins a 1969, època en la qual es va fer una renovació radical dels plans d'estudi sota la seva direcció. Es va retirar el 1982.
El seu principal camp de treball va ser la geometria, essent un especialista en l'estudi dels espais de curvatura gaussiana.